# Alan Campbell Don
Alan Campbell Don KCVO (* 3. Januar 1885 in Dundee; † 3. Mai 1966) war ein schottischer Pfarrer und Dekan von Westminster.
Aufgewachsen ist Don in Dundee. Er besuchte zunächst die Rugby School und studierte dann Theologie an der University of Oxford (Magdalen College).
In der Zeit von 1931 bis 1941 war er Kaplan und Sekretär von Cosmo Gordon Lang, des Erzbischofs von Canterbury, und von 1936 bis 1946 Kaplan König Georg VI. und des Sprechers des Unterhauses. Bei der Krönung von Georg VI. und Königin Elisabeth, am 12. Mai 1937, trug er das Kreuz des Erzbischofs von Canterbury.
Von 1941 bis 1946 war er Rektor der St Margaret’s Church zu Westminster und damit Kanoniker des Kapitels der Westminster Abbey. 1946 wurde er zum Dekan von Westminster ernannt, welchen Dienst er bis 1959 versah.
Einer weltweiten Öffentlichkeit wurde er bekannt, als er 1947 die Hochzeit der damaligen Prinzessin Elizabeth mit Prinz Philip leitete und am 2. Juni 1953 während der Krönung der jungen Königin Elisabeth II. würdevoll sein Amt versah.
Er war Mitglied des Kuratoriums der National Portrait Gallery. Don war verheiratet, lebte aber von seiner Frau entfremdet. Sie trafen sich nur einmal in der Woche – am Freitag – für ein Mittagessen.